# 天国でまた会おう
『天国でまた会おう』（てんごくでまたあおう、原題：仏:  Au revoir là-haut）は、ピエール・ルメートル（仏: Pierre Lemaitre）が2013年に発表した第一次世界大戦後のフランスが舞台の小説である。パリのアルバン・ミシェル出版から出版され、その後、2015年にはフランク・ウインによる英訳版がマックルホース出版から発売された。ゴンクール賞などの注目すべき賞をいくつか受賞し、2017年には映画化もされた。『災厄の子供たち』三部作の1作目で、2作目の『炎の色』は2018年1月に、3作目の『われらが痛みの鏡』は2020年1月に刊行された。

## ストーリー
第一次世界大戦の末期、アンリ・ドルネ・プラデル中尉は、部下の二人を故意に殺害し、彼の指揮下にあった残りの部隊を扇動した。目撃者のアルベール・マイヤールとエドゥアール・ペリクールはドイツ軍の攻撃を生き延びたが、ペリクールは重傷を負った。プラデル、マイヤール、ペリクールの3人は、終戦後、民間人の生活に慣れるために奮闘する。ペリクールとマイヤールは、戦傷者よりも戦没者に同情しているように見える社会に復讐するために、戦争の英雄の記念碑を売る計画を立てる。一方、プラデルは独自の詐欺を企て、ペリクールの姉マドレーヌと関係を持っていた。

## 出版
2013年に、Éditions Albin Michelから出版された。
- Pierre Lemaitre (2013-08-21) (フランス語). Au revoir là-haut. Paris: Éditions Albin Michel. ISBN 978-2-226-39207-7. NCID BB14220072. OCLC 966242383

### 日本語版
日本語版は、2015年（平成27年）10月16日に早川書房より刊行された。訳は平岡敦による。上製本（単行本）と文庫本の刊行は同時で、文庫本は二分冊となった。この訳書は日本翻訳家協会賞翻訳特別賞を受賞している。
上製本
- ピエール・ルメートル 著、平岡敦 訳『天国でまた会おう』早川書房、東京、2015年10月16日。ISBN 978-4-15-209571-8。 NCID BB19954630。OCLC 925436406。全国書誌番号:22640312。

文庫本
- ピエール・ルメートル 著、平岡敦 訳『天国でまた会おう 下』早川書房、東京〈ハヤカワ・ミステリ文庫 HM425-2〉、2015年10月16日。ISBN 978-4-15-181452-5。 NCID BB19792084。OCLC 1076554350。全国書誌番号:22640316。

## 映画化
- 天国でまた会おう (映画) - 2017年のフランス映画。監督・主演はアルベール・デュポンテル。

ルメートルがデュポンテルと共同で脚本を執筆し、第43回セザール賞で脚色賞を受賞している。